# احولال إنسي
احولال إنسي أو حول كامن داخلي (بالإنجليزية: Esophoria)‏ هي حالة تحدث في العين تتضمن انحراف داخلي في العين، وعادةً ما يكون نتيجةً لفقد التوازن في عضلات العين، ويُعتبر أحد أنواع الاحولال.
تتضمن أسباب حدوث هذه الحالة:
- أخطاء إنكسارية
- قصور التباعد
- زيادة التباعد، من الممكن أن تحصل نتيجةً لحدوث شذوذ خلقي أو ميكانيكي في العصب أو العضلات.[2]

على عكس الحول الداخلي فإنَّ الاندماج من الممكن أي يحصل وبالتالي من غير الشائع حدوث ازدواج الرؤية.